# Sam Trammell
Sam Trammell, född 29 januari 1969 i New Orleans, Louisiana, är en amerikansk skådespelare, främst känd för rollen som Sam Merlotte i TV-serien True Blood. 2009 blev han nominerad till en Scream Award för rollen. Han har även gjort gästroller i TV-serier som House, Bones, CSI: NY och Dexter. Trammell har även gjort teaterroller.

## Filmografi i urval
- 2000 – Höst i New York
- 2004 – House (TV-serie) (Avsnittet "Maternity")
- 2005 – Bones (TV-serie) (Pilotavsnittet)
- 2006 – CSI: NY (TV-serie) (Avsnittet "Heroes")
- 2006 – Numb3rs (TV-serie) (Avsnittet "Hot Shot")
- 2006 – Justice (TV-serie) (Pilotavsnittet)
- 2007 – Alien vs Predator 2
- 2007 – Dexter (TV-serie) (Avsnittet "Crocodile")
- 2007 – Cold Case (TV-serie) (Avsnittet "Blood on the Tracks")
- 2008–2014 – True Blood (TV-serie) (81 avsnitt)
- 2009 – Medium (TV-serie) (Avsnittet "Things to do in Phoenix When You're Dead")
- 2009 – Law & Order: Criminal Intent (TV-serie) (Avsnittet "Identity Crisis")
- 2014 – The Fault in Our Stars
- 2019 – I See You